# Кама
Ка́ма (удм. Кам, коми-перм. Кама, тат. Чулман) — река в европейской части России, левый и самый крупный приток Волги.
Длина Камы составляет 1805 км (до постройки Куйбышевского водохранилища была 2030 км). Река принимает 74 718 притоков, площадь водосборного бассейна — более 507 000 км². Уклон реки по состоянию на 1952 год — 0,11 м/км.

## Этимология
В науке нет единого мнения о происхождении гидронима Кама. Название реки является древним и часто объясняется как финно-угорское. Удмурты нередко Каму называют Кам-шур (рус. Кам-река, Кама-река) (в словаре Фасмера — удм. кам значит «река, большая река»). Некоторые авторы считают родственными топонимы Кемь, Хем, Кеми, Кюми, которые встречаются на северо-западе России и в Финляндии.
По одной из старых гипотез, от названия реки Кама произошёл этноним коми (коми-морт = «люди с Камы»). А. С. Кривощёкова-Гантман оценивает эту тоже распространённую гипотезу (называя её пермской) как правдоподобную и отмечает, что угорская гипотеза не согласуется с историей местного края. Пермские племена в бассейне Камы на всём её протяжении обитали уже в эпоху неолита, когда топоним появлялся обычно по признакам «вода, течение, река», а не по признакам «прозрачная, чистая, светлая» (хант. кам — рус. прозрачный, чистый), поэтому, указывает Кривощёкова-Гантман, происхождение гидронима Кама надо искать в древнепермских диалектах. Также она сомневается в состоятельности гипотезы об удмуртском происхождении названия и считает его вторичным.
Помимо крупнейшего притока Волги, в разных местах Урала и Сибири (а также в Карелии) есть небольшие реки с таким же названием. Кроме того, во многих местах встречаются похожие гидронимы с одинаковыми согласными звуками (К и М), что указывает на существование далёкого общего корня в значении «река». Этот корень мог стать основой названия пермской Камы, но пока окончательно не установлено, какой народ принёс его на эти берега. По поводу возведения гидронима Кама в бассейнах Конды, Оми, Вагиля к предполагаемому евразийскому географическому термину Кривощёкова-Гантман отмечает, что в таких исследованиях нужно исключить возможность переноса названия уральской Камы выходцами из Прикамья, которые доходили и до Хабаровского края. Например, вместо чуждого языкам ханты и манси названия «Кама» притоки Вагиля и Конды звучали бы так: Камюган, Камеган (хант. юган, еган — рус. река), или Камья (манс. -я — рус. река).
Предполагается, что татарское название Чулман восходит к волжско-булгарскому чул (или чал) в значении «камень», но не просто камень, а камень сравнительно мягкой породы — известняки и доломиты. То есть Чулман (ман — река) означает «каменная река».

## География
Кама берёт начало в центральной части Верхнекамской возвышенности на высоте 335 м из четырёх ключей у бывшей деревни Карпушата, ныне вошедшей в состав села Кулига, Кезский район Удмуртской Республики. Течёт в основном между возвышенностями Высокого Заволжья по широкой, местами сужающейся долине. В верховьях (от истоков до устья реки Пильвы) русло неустойчиво и извилисто, на пойме старицы.
После впадения реки Вишеры становится многоводной рекой; берега меняются: левый остаётся низменным и носит преимущественно луговой характер, правый почти везде становится возвышенным и местами обрывистым. На этом участке много островов, встречаются мели и перекаты. Ниже впадения реки Белой у Камы высоким становится правый берег и низким левый. В низовьях Кама течёт в широкой (до 15 км) долине, ширина русла — 450—1200 м; разбивается на рукава. Ниже устья Вятки река впадает в Камский залив Куйбышевского водохранилища.
Бассейны Камы и Вычегды связывал в XIX веке Северный Екатерининский канал, расположенный в сквозной долине, в пределах которой протекают реки Северная Кельтма и Южная Кельтма. Через палеодолину в Кельтменской депрессии во время оледенения происходил переток вод (Кельтминский спиллвей) из Вычегды в Каму (из-за того, что Вычегда была запружена ледником). Последний переток воды с севера на юг происходил здесь около 100 тысяч лет назад.

### Волга или Кама
Дискуссионным является вопрос, впадает ли Кама в Волгу или наоборот. Возможно, что до и во время четвертичных эпох оледенения не Волга, а Кама после слияния с Вишерой и Белой впадала в Каспийское море, в то время как верхняя Кама могла иметь сток в Северный Ледовитый океан через Кельтминскую ложбину.
Согласно арабской географической традиции средних веков, нижнее течение Камы — от впадения Белой до слияния с Волгой — было частью «великой реки» под названием Итиль, истоки которой находились в верховьях Белой. В период около XIII века болгары и арабы называли Каму выше впадения Белой Чулманом (или Чулыманом), а ниже — «Чёрным Итилем» (Кара Итиль).
А. А. Соколов отмечает, что вопрос выделения главной реки обычно решается исходя из факторов историко-бытового характера, а не объективными научными предпосылками. Он приводит пример с Ангарой, которая по своей водности больше Енисея и с этой точки зрения могла бы считаться главной рекой, а не притоком.

### Населённые пункты и переправы на реке
Самым крупным городом, стоящим на Каме, является центр Пермского края — Пермь. Также расположены (в порядке от истока к устью, с населением свыше 90 тыс. человек) Соликамск, Березники, Сарапул, Набережные Челны, Нижнекамск.
Через Каму проложено 22 переправы, в том числе 11 мостов.

## Притоки
В бассейне Камы 73 718 рек, из них 94,5 % составляют мелкие реки длиной менее 10 км. Основные притоки слева — Южная Кельтма, Вишера с Колвой, Чусовая с Сылвой, Белая с Уфой, Ик, Зай, Шешма, Мензеля; справа — Коса, Обва, Иж, Тойма, Вятка, Мёша. Все правые притоки Камы (Коса, Уролка, Кондас, Иньва, Лысьва, Обва) и часть левых (Весляна, Лунья, Леман, Южная Кельтма) — это равнинные реки, текущие с севера. Горные, холодные и стремительные реки берут начало в Уральских горах и впадают в Каму слева (Вишера, Яйва, Косьва, Чусовая и ряд их притоков).
По порядку от устья, в скобках длины рек более 100 км.
- 1[24] км: Вятка (1314 км)
- 9 км: Зай (219 км)
- 13 км: Шуранка
- 53 км: Тойма (121 км)
- 65 км: Бетьки
- 75 км: Челна
- 78 км: Шильна
- 118 км: Ик (571 км)
- 124 км: Иж (237 км)
- 177 км: Белая (1430 км)
- 204 км: Мёша (204 км)
- 227 км: Ветлянка
- 232 км: Берёзовка
- 240 км: Буй (228 км)
- 241 км: Камбарка
- 259 км: Шолья
- 271 км: Малая Сарапулка
- 277 км: Сарапулка
- 329 км: Сива (206 км)
- 493 км: Тулва (118 км)
- 545 км: Очёр
- 549 км: Юг
- 572 км: Таборка
- 576 км: Перемка
- 586 км: Нытва
- 605 км: Сырка
- 620 км: Качка
- 624 км: Сюзьва
- 631 км: Пальта
- 636 км: Малая Ласьва
- 638 км: Ласьва
- 690 км: Гайва
- 693 км: Чусовая (735 км)
- 729 км: Полазна
- 745 км: Добрянка
- 748 км: Тюсь
- 776 км: Гаревая
- 776 км: Лёнва
- 780 км: Обва (247 км)
- 787 км: Большой Висим
- 792 км: Чёрмоз (121 км)
- 799 км: Нижний Лух
- 807 км: Косьва (283 км)
- 810 км: Иньва (257 км)
- 824 км: Емельяниха
- 835 км: Пожва
- 844 км: Тузим
- 846 км: Сыньва
- 864 км: Позь
- 872 км: Полуденный Кондас (102 км)
- 872 км: Кондас
- 879 км: Яйва (304 км)
- 881 км: Лёнва
- 889 км: Зырянка
- 891 км: Толыч
- 913 км: Лысьва
- 919 км: Усолка
- 930 км: Боровая
- 932 км: Вильва
- 937 км: Мошевица
- 958 км: Вишера (415 км)
- 962 км: Гремячевка
- 965 км: Керчевка
- 996 км: Уролка (140 км)
- 1005 км: Большой Козырь
- 1014 км: Чёлва
- 1025 км: Сумыч
- 1037 км: Вильва
- 1056 км: Пильва (214 км)
- 1060 км: Южная Кельтма (172 км)
- 1102 км: Светлица
- 1109 км: Коса (267 км)
- 1172 км: Язевка
- 1174 км: Тодья
- 1175 км: Леман
- 1181 км: Лупья (128 км)
- 1193 км: Весляна (266 км)
- 1195 км: Вес
- 1198 км: Пый
- 1199 км: Сордва
- 1206 км: Вольва
- 1222 км: Лиз
- 1222 км: Пуншим
- 1236 км: Берёзовка
- 1241 км: Погва (Ржановка)
- 1244 км: Сёйва
- 1261 км: Порыш (131 км)
- 1267 км: Тупрунка
- 1287 км: Писеговка
- 1293 км: Пыелка
- 1310 км: Кужва
- 1342 км: Има
- 1349 км: Лупья
- 1364 км: Бузима
- 1379 км: Чус
- 1388 км: Кым
- 1406 км: Нырмыч
- 1421 км: Волосница
- 1440 км: Рыта
- 1473 км: Лупья (135 км)
- 1487 км: Чула
- 1508 км: Чёрная
- 1519 км: Сюзьва
- 1528 км: Нярпа
- 1530 км: Шалим
- 1545 км: Зуйкарка
- 1551 км: Пуговка
- 1561 км: Чус
- 1562 км: Ченег
- 1572 км: Зюзьба
- 1580 км: Пура
- 1590 км: Колыч
- 1594 км: Вок
- 1601 км: Неополь (Неаполь)
- 1608 км: Кая
- 1617 км: Нирим
- 1630 км: Томызь
- 1637 км: Пах
- 1640 км: Ченог
- 1646 км: Кедра
- 1652 км: Ченог
- 1656 км: Лытка
- 1667 км: Сёва
- 1683 км: Леман
- 1709 км: Сардай
- 1724 км: Кампызеп
- 1729 км: Лопья
- 1767 км: Нилкам

## Гидрология
Питание преимущественно снеговое, а также подземное и дождевое; за весеннее половодье (март—июнь) проходит более 62,6 % годового стока, летом и осенью — 28,3 %, зимой — 9,1 %. Размах колебаний уровня — до 8 м в верховьях и 7 м в низовьях. Средний расход воды у Камской ГЭС — 1630 м³/с, у Воткинской ГЭС — около 1750 м³/с, в устье — около 4100 м³/с, наибольший расход воды — около 27 500 м³/с. Норма годового стока Камы — 117 км³, что делает её третьей по водности рекой-притоком в России, после Алдана и Ангары. Замерзание сопровождается обильным образованием внутриводного льда и ледоходом от 10 до 20 суток. Ледостав с начала ноября в верховьях и конца ноября в низовьях до апреля. Весенний ледоход от 2—3 до 10—15 суток.
После строительства Волго-Камского каскада водохранилищ, длина Камы значительно сократилась и река стала впадать в Камский залив Куйбышевского водохранилища. Вся водосборная площадь, принадлежавшая ранее низовьям Камы, отошла Куйбышевскому водохранилищу, и водосбор Камского бассейна снизился с 521 700 км² до 507 тысяч км².

## Хозяйственное использование
На реке создано три водохранилища и ГЭС: от устья реки Уролка (996 км от устья Камы) начинается Камское водохранилище (Камская ГЭС), непосредственно ниже него — Воткинское водохранилище (Воткинская ГЭС), за ним — Нижнекамское водохранилище (Нижнекамская ГЭС).

## Спорт
На Каме проводится крупнейшее в Пермском крае соревнование по парусному спорту — регата «Кубок Камы».

## Судоходство
Кама с давних пор является крупнейшей судоходной артерией. Создание водохранилищ улучшило судоходные условия. Кама судоходна до посёлка Керчевский (966 км) — крупнейшего сплоточного рейда, а в высокую воду — ещё на 600 км. Судоходные глубины на нижней Каме поддерживаются дноуглубительными работами.
Основные порты и пристани: Соликамск, Березники, Лёвшино, Пермь, Краснокамск, Чайковский, Сарапул, Камбарка, Набережные Челны, Нижнекамск, Чистополь. От Перми есть регулярные пассажирские рейсы до Москвы, Нижнего Новгорода, Астрахани и Уфы. Живописные берега Камы привлекают большое количество туристов.

## Природа
В реке обитают стерлядь, осётр, лещ, чехонь, сазан, карась, жерех, густера, язь, голавль, уклея, судак, окунь, ёрш, щука, налим, сом и другие рыбы. В верховьях (и местами в притоках) встречаются таймень и хариус. Запущена радужная форель. Водная растительность развита неплохо, особенно в многочисленных заливах и затонах. В настоящее время Кама сильно загрязняется промышленными сточными водами.

## Галерея
- Стела у истоков Камы в селе Кулига
- Истоки Камы
- Кама у села Пыскор
- Кама в Перми
- Кама в Перми
- Железная дорога вдоль Камы в Перми
- Автомобильный мост и набережная в Перми
- Речной порт на Каме в Перми
- Красавинский мост в Перми
- Воткинское водохранилище
- Кама в районе Сарапула
- Кама в районе Нефтекамска
- Кама в районе впадения Белой
- Кама в районе Чистополя
- Кама в районе села Сорочьи Горы